# Ropalidia philippinensis
Ropalidia philippinensis är en getingart som först beskrevs av Henri Saussure 1854.  Ropalidia philippinensis ingår i släktet Ropalidia och familjen getingar. Inga underarter finns listade i Catalogue of Life.